# James Stirling (governatore)
James Stirling (Drumpellier, 1791 – Woodbridge, 1865) è stato un ufficiale britannico della Royal Navy e primo governatore dello stato dell'Australia Occidentale.

## Biografia
Figlio di Andrew Stirling, nacque da una famiglia ben conosciuta negli annali della Royal Navy del XVIII secolo. La madre Anne era seconda cugina del padre in quanto figlia dell'ammiraglio Walter Stirling.
Entrò in marina all'età di dodici anni. Nel 1826 a bordo del Success osservò le coste dell'Australia Occidentale e rimase affascinato dalla zona della foce del fiume Swan, tanto da descriverla al governatore del Nuovo Galles del Sud come adatta ad un primo insediamento.
Tornato a Londra nel 1828 ripartì nel febbraio dell'anno seguente a bordo del Parmelia insieme ad un gruppo di pionieri che saranno i fondatori della colonia del fiume Swan.
Stirling amministrò la colonia dal 1829 sino al 1839 posando le fondamenta di quelle che sarebbero state le città di Perth e Fremantle. I rapporti con gli aborigeni che risiedevano nel territorio non furono sempre amichevoli, fino a sfociare nella battaglia di Pinjarra del 1834.
Rientrato in Europa, nel 1840 prese servizio nel mediterraneo, per poi andare in estremo oriente (dove ebbe un ruolo cruciale nella stesura del trattato di amicizia anglo-giapponese), dove fu ripetutamente promosso fino ad ottenere il grado di ammiraglio nel 1862. Morì nel Surrey tre anni dopo.